# Meta Platforms
A Meta Platforms, Inc., Meta néven működő, korábban Facebook, Inc. és TheFacebook, Inc. neveket viselő amerikai multinacionális technológiai konglomerátum, melynek székhelye a kaliforniai Menlo Parkban található. A vállalat tulajdonában és üzemeltetésében van többek között a Facebook, az Instagram, a Threads és a WhatsApp. 2023. évi bevételeinek 97,8 százalékát a hirdetések teszik ki. A Meta a legnagyobb amerikai informatikai vállalatok közé tartozik, a többi Big Five vállalat, az Alphabet (Google), az Amazon.com, az Apple és a Microsoft mellett. A vállalat a Forbes Global 2000 rangsorában 2023-ban a 31. helyen állt. 2022-ben a Meta volt az a vállalat, amelyik a világon a harmadik legmagasabb kutatás-fejlesztési ráfordítást tette, a K+F ráfordításai 35,3 milliárd dollárt tettek ki.
A Meta felvásárolta az Oculust (amelyet a Reality Labsbe integrált), a Mapillary-t, a CTRL-Labs-t és a Jio Platforms 9,99%-os részesedését is; a vállalat emellett a nem-VR hardverek terén is törekedett, mint például a megszűnt Meta Portal okoskijelzők sorozata, és partner a Luxottica-val a Ray-Ban Stories okosszemüveg-sorozaton keresztül.
Az anyavállalat Facebook, Inc. 2021. október 28-án átnevezte magát Meta Platforms, Inc. névre, hogy „tükrözze a metaversum kiépítésére való összpontosítását” a vállalat termékeit és szolgáltatásait összekötő integrált környezetet.